# Risk Management (Elementary)
Risk Mangement es el episodio número 22 de la primera temporada de la serie de televisión Elementary. Se emitió por primera vez el 9 de mayo de 2013, en Estados Unidos, recibiendo 9,29 millones de espectadores en EE.UU ese día. Fue dirigido por Liz Friedman, quien, junto con Robert Doherty, fue una de los guionistas del episodio.

## Sinopsis
Luego de recibir una llamada de Moriarty, quien le propone al detective que a cambio de la solución de un caso le dará respuestas, Sherlock comienza a investigar la misteriosa muerte de un mecánico, asesinado en Brooklyn tres meses antes. Sus investigaciones llevan a los detectives a una los dueños de una empresa de seguridad, quienes habían investigado a la víctima semanas antes de morir. Tras un breve interrogatorio, Holmes concluye quien asesino al mecánico, pero cuando las noticias del arresto salen a la luz, Moriarty vuelve a llamar, explicándoles a los detectives que el asesino,  sediento de venganza por la muerte de su hermana, había matado a un hombre que no era el correcto. Sherlock no recibirá respuestas sino después de descubrir la verdad tras estos sucesos. Finalmente, Watson descubre todo, mientras Sherlock nota que Moriarty solo le dio este caso para que viera que, a veces, intentando vengar la desaparición de alguien querido (en caso del asesino, su hermana; en el de Sherlock, Irene Adler) uno lastima a los demás. Cuando se informa al público la verdad detrás del caso de la hermana del asesino, Moriarty llama a Holmes: le dice que ojalá nunca se tengan que ver en persona y, tras cortar, le envía una dirección, dándole a elegir entre ir a por sus respuestas o huir, y no volver a cruzarse con Moriarty. El detective decide arriesgarse a ir. Watson, preocupada por Holmes, rastrea su teléfono móvil y lo sigue al lugar. Allí se encuentran con una gran casa, dentro de la cual al comienzo no ven nada. Pero al llegar al balcón descubren el estudio de una pintora y a ella sentada, pintando. Sherlock la observa unos minutos, antes de decir «Irene». En ese momento, la joven voltea, sobresaltada.
- Datos: Q16625520